# Американо-северокорейские отношения
Американо-северокорейские отношения — двусторонние отношения между США и КНДР. Дипломатические отношения между Кореей и США были установлены в 1882 году и прекращены в 1910 году, после установления японского протектората над Кореей. Дипломатические отношения между собственно КНДР и США никогда не были установлены.

## История

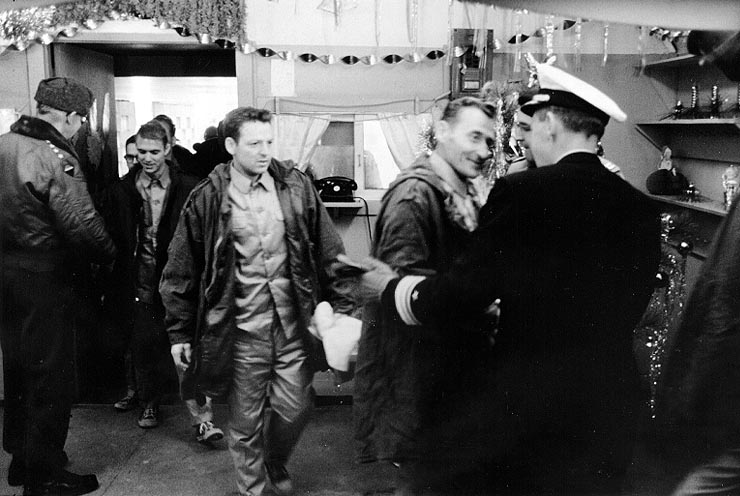
23 декабря 1968 года. Встреча моряков с американского военного судна «Пуэбло», задержанных военно-морскими силами КНДР 23 января 1968 года

В 1882 году США и корейская династия Чосон установили дипломатические отношения заключив Договор о мире, дружбе, торговле и навигации, а первый американский дипломатический посланник прибыл в Корею в 1883 году. В 1910 году стартовал 35-летний период японского колониального господства в Корее. После капитуляции Японии в конце Второй мировой войны в 1945 году, корейский полуостров был разделен по 38-й параллели на две зоны оккупации. США заняли юг страны, а СССР — север. В 1948 году на территории бывшей единой Кореи были созданы две страны — Республика Корея на юге и Корейская Народно-Демократическая Республика на севере.

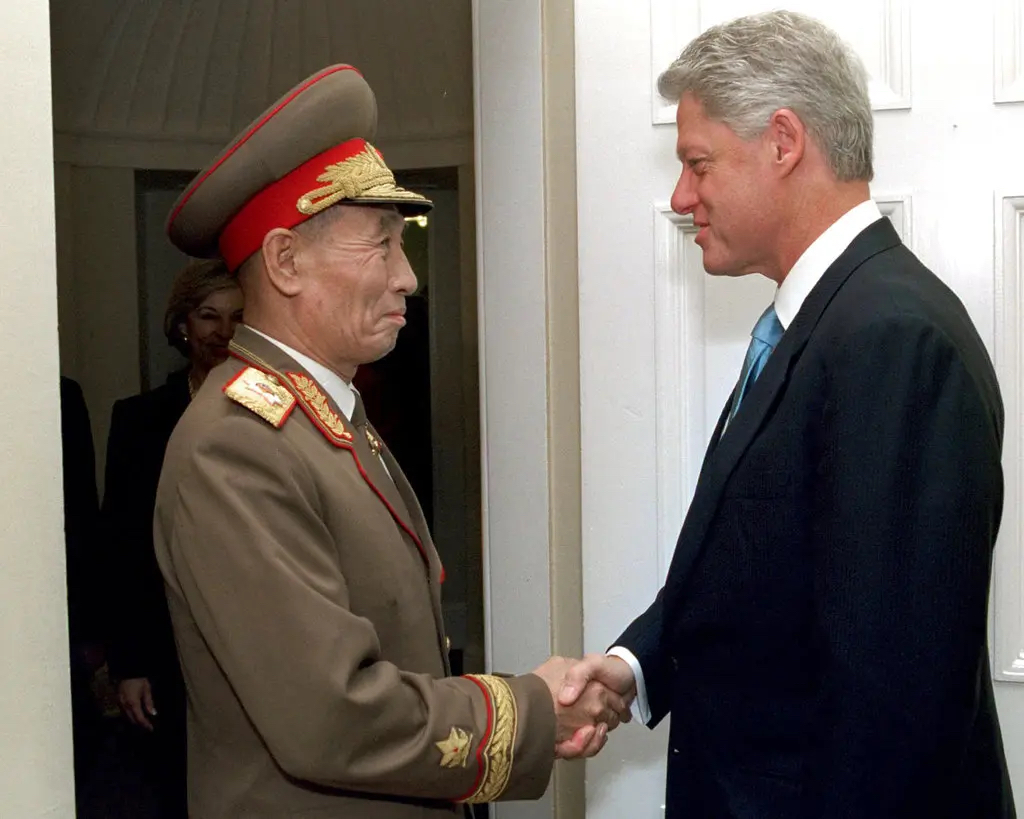
Встреча Билла Клинтона с Че Мён Роком в 2000 году

25 июня 1950 года северокорейские войска вторглись в Южную Корею. Под руководством Соединенных Штатов, коалиция из 16-ти стран Организации Объединенных Наций взяла на себя оборону Южной Кореи. Затем последовало вступление Китая в войну на стороне КНДР, конфликт перешел в затяжную фазу. 27 июля 1953 года закончилась активная фаза боевых действий, мирный договор так и не был подписан. КНДР и Южная Корея имеют сложные отношения со времен окончания Корейской войны. Эти две страны разделены демилитаризованной зоной. В послевоенный период корейские власти обеих стран неоднократно высказывали своё желание воссоединения, но до 1971 года правительства двух стран не имели прямых и официальных контактов. США поддерживают мирное воссоединение Кореи на условиях приемлемых для корейского народа и признают, что будущее Корейского полуострова находится в руках его населения. США считают, что конструктивный и серьезный диалог необходим между Северной и Южной Кореей для решения имеющихся проблем.
В 1994 году США и КНДР договорились о плане действий по денуклеаризации Корейского полуострова. В 2003 году США предложили провести многосторонние переговоры по северокорейской ядерной проблеме. Несколько раундов шестисторонних переговоров были проведены с тех пор. Хотя КНДР порой заявляет, что будет предпринимать шаги к денуклеаризации, но её последующие действия, такие как запуски ракет, не являются конструктивными. США призвали КНДР предпринять конкретные шаги в направлении денуклеаризации, выполнять положения совместного заявления шестисторонних переговоров, соблюдать нормы международного права включая резолюции Совета Безопасности ООН 1718 и 1874, прекратить провокационное поведение, а также принять меры для улучшения отношений с соседями.
Большинство форм американской экономической помощи, помимо чисто гуманитарной помощи, запрещается Гос. департаментом США. Вместе с тем, США иногда оказывают помощь северным корейцам по борьбе со вспышкой инфекционных заболеваний в стране.
В 2007 году американские военные помогли северокорейскому грузовому судно «Тэ Хон Дан» отбиться от сомалийских пиратов.
Отношения США и КНДР сильно накалились к 2017 году; по заявлению заместителя постпреда КНДР при ООН, мир оказался на грани ядерной войны. В марте 2018 года в Вантаа (Финляндия) начались неформальные переговоры между представителями США, КНДР и Республики Корея.
Государственный секретарь США Майкл Помпео 15 июля 2018 г.  заявил, что США и КНДР договорились возобновить поиски останков американских военнослужащих в КНДР.
Посол США в Южной Корее Гарри Харрис заявил, что США не поддерживают предложение КНДР официально объявить об окончании Корейской войны.

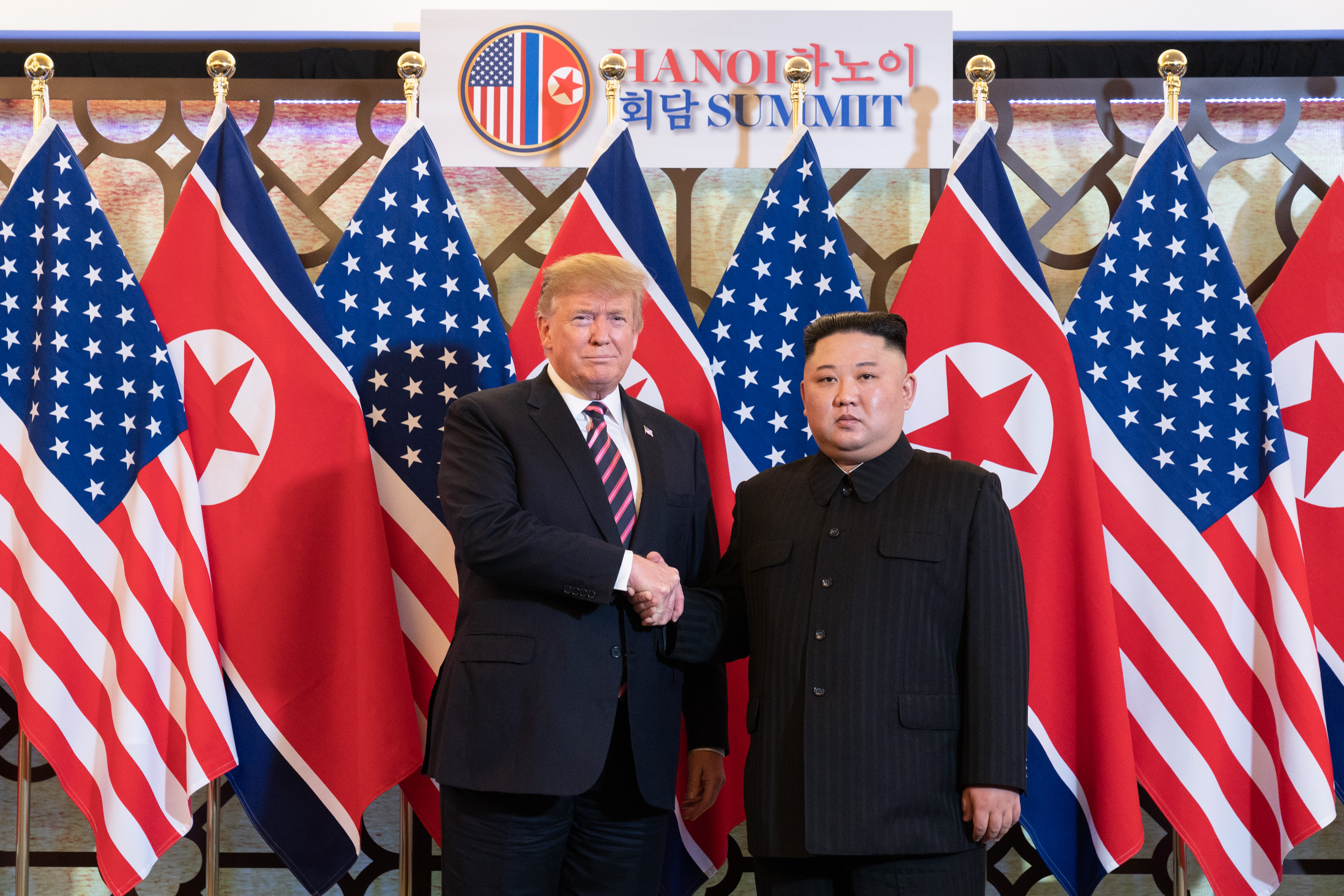
Встреча лидеров КНДР и США в 2019 году в Ханое

21 августа 2018 г. президент США Д.Трамп заявил о намерении провести очередную встречу с лидером КНДР Ким Чен Ыном.
23 августа 2018 г. госсекретарь США Майк Помпео объявил, что Стивен Бигэн назначен новым спецпредставителем США по КНДР. 
Специальный представитель США по КНДР Сон Ким в ходе переговоров со специальным представителем Республики Корея по вопросам мира и безопасности на Корейском полуострове Но Гю Доком призвал руководство КНДР возобновить переговоры с Вашингтоном. 
4 ноября 2021 года посол КНДР в ООН призвал к немедленному роспуску возглавляемого США командования ООН на Корейском полуострове. По его словам, указанное командование было создано Вашингтоном незаконно и служит только политическим и военным интересам США. 
30 марта 2022 г. представитель Комитета начальников штабов ВС США вице-адмирал Рон Боксолл заявил, что США рассчитывают развернуть в ближайшие пять лет три батареи гиперзвуковых ракет большой дальности и четыре батареи средней дальности. По его информации, планы правительства США «включают развертывание гиперзвуковых вооружений на платформах наземного, воздушного и морского базирования». 
31 января 2023 года министр обороны США Ллойд Остин заявил, что Вашингтон готов применить ядерное оружие для защиты Республики Корея. 
Директор департамента МИД КНДР Квон Чжон Гын в феврале 2023 года заявил о том, что игнорирование протестов Пхеньяна и продолжение провокационных действий в его отношении со стороны США может быть расценено как объявление войны. 

## Двусторонние экономические отношения
В 1950 году Соединенные Штаты ввели почти полное экономическое эмбарго в отношении КНДР. В течение следующих лет некоторые из американских санкций были смягчены, но другие были введены вместо них. Экономическое взаимодействие США с КНДР остается минимальным.
22 марта 2018 г. Конгресс США сообщил о выделении восьми миллионов долларов на «продвижение прав человека в КНДР».
Руководство КНДР в преддверии переговоров лидера страны Ким Чен Ына и президента США Дональда Трампа готовится передать США троих граждан США, задержанных по обвинению в шпионаже и «враждебных действиях». 
Руководитель пресс-службы государственного департамента США Нед Прайс заявил, что администрация США найдет новый подход в отношении ведения политики с КНДР, который сможет защитить и обезопасить союзников США в Азиатско-Тихоокеанском регионе. 
16 мая 2022 г. министерство финансов США распространило уведомление, в котором предостерегло компании IT-сектора от найма удаленных работников из КНДР, которые, по утверждению правительства США, в ряде случаев выдают себя за граждан других стран, чтобы получить заказы. В Вашингтоне считают, что заработанные такими специалистами деньги могут пойти на финансирование программ развития вооружений КНДР.